# Јама Ледана
Јама Ледана је спелеолошки објекат који се налази на јужним падинама планине Бобија, општина Рибник, Република Српска, БиХ. Дубина јаме је 180 метара. Јама Ледана је највећи ледени подземни објекат у Републици Српској. Ова пећина је под заштитом Завода за заштиту културно историјског и природног насљеђа Републике Српске, и спада у природно добро III категорије.